# Reserva estratégica de bitcoin
A reserva estratégica de bitcoin é um ativo de reserva, financiado pelo bitcoin confiscado pelo Tesouro dos Estados Unidos, anunciado pelo presidente Donald Trump em março de 2025. Separadamente, um estoque de ativos digitais para ativos não bitcoin também foi criado. Trump declarou anteriormente que quer que os EUA se tornem a "capital criptográfica do mundo". 
A reserva será capitalizada com bitcoin já detido pelo governo federal.  Os Estados Unidos são o maior detentor conhecido de bitcoin no mundo, estimando-se que detenham cerca de 200.000 BTC, em março de 2025. 
A reserva provocou reações mistas, desde alguns economistas a criticarem a ideia,  até governos de vários estados a iniciarem projetos semelhantes. 

## História
Durante a sua primeira presidência (2017-2021), Trump expressou a sua desaprovação da bitcoin e de outras criptomoedas, mas mais tarde mudou de ideia. 
Em 15 de julho de 2024, Donald Trump selecionou oficialmente J.D. Vance como seu companheiro de chapa para a eleição presidencial. Vance foi o primeiro proprietário conhecido de Bitcoin a concorrer à vice-presidência.  Em 27 de julho de 2024, Trump anunciou sua intenção de estabelecer uma reserva de bitcoin, se eleito. 
Em 31 de julho de 2024, a senadora republicana Cynthia Lummis apresentou o Bitcoin Act propondo a criação de uma reserva estratégica de bitcoin e uma compra de 1.000.000 de BTC para ela. O ato foi bloqueado pelo senador democrata Sherrod Brown. 
Em agosto de 2024, Trump revelou que possui entre US$ 1 e US$ 5 milhões em ethereum. 
Em novembro de 2024, Trump escolheu Howard Lutnick para ser o Secretário de Comércio dos Estados Unidos. Lutnick possui “centenas de milhões de dólares” em bitcoin, de acordo com suas próprias declarações públicas. 
Em dezembro de 2024, Trump disse que nomearia Paul S. Atkins para comandar a Comissão de Valores Mobiliários (SEC). Atkins esteve envolvido em vários grupos de defesa das criptomoedas, incluindo a Token Alliance e a Chamber of Digital Commerce. Gary Gensler, o chefe da SEC na época, era um "defensor ferrenho da regulamentação abrangente das criptomoedas". 
Em janeiro de 2025, Trump assinou uma ordem executiva, intitulada "Fortalecendo a Liderança Americana em Tecnologia Financeira Digital ", que estabeleceu o Grupo de Trabalho Presidencial sobre Mercados de Ativos Digitais para avaliar a criação potencial de um estoque nacional de ativos digitais e propor critérios para estabelecer tal estoque. A ordem também propôs usar criptomoedas apreendidas legalmente para preencher o estoque.
Em fevereiro de 2025, o Comitê de Serviços Financeiros da Câmara e o Comitê Bancário do Senado realizaram audiências sobre o tema das supostas tentativas do governo Biden de suprimir a indústria de criptomoedas americana. 
Em 3 de março de 2025, o presidente Trump anunciou que a reserva incluiria Solana (SOL), Cardano (ADA), Ripple (XRP), Ethereum (ETH) e Bitcoin (BTC) com o objetivo de tornar os EUA a "Capital Mundial das Criptomoedas" e apoiar o crescimento da indústria.  O anúncio fez com que os preços de Solana, Cardano e XRP saltassem após o anúncio de Trump, seguidos pelos preços caindo gradualmente na segunda-feira. 
A reserva tem como objetivo elevar o setor de ativos digitais, respondendo ao que Trump descreveu como ataques anteriores da administração Biden. Ela marca uma mudança de um conceito vago de estoque para nomear criptomoedas específicas, potencialmente compradas ou mantidas pelo governo para fins estratégicos. O grupo de trabalho, presidido pelo Czar de IA e Criptomoedas da Casa Branca, David Sacks, deve fornecer recomendações até julho de 2025. 
No dia seguinte à assinatura da segunda ordem executiva, Trump realizou uma “Cúpula de Ativos Digitais” na Casa Branca, com a presença de representantes das principais empresas de criptomoedas americanas, incluindo Gemini, Robinhood, Kraken, MicroStrategy, Coinbase, Paradigm e outras. 
Em 11 de março de 2025, a senadora Cynthia Lummis apresentou novamente um projeto de lei de reserva de bitcoin, desta vez co-patrocinado por 5 outros senadores. O projeto de lei direcionaria uma compra de 1 milhão de BTC ao longo de cinco anos, diversificando os fundos federais existentes. De acordo com Lummis, o projeto de lei transformará "a ação executiva visionária do presidente em lei duradoura". 

## Ordem executiva
Uma reserva estratégica é um estoque de recursos mantidos pelos governos para fornecer uma rede de segurança durante tempos difíceis. Exemplos incluem a Reserva Estratégica de Petróleo dos EUA e o Depósito de Ouro dos Estados Unidos para ouro. 
Em 6 de março de 2025, Trump assinou uma ordem executiva para estabelecer uma reserva estratégica de bitcoin.  A ordem executiva estabelece: 
- Uma Reserva Estratégica de Bitcoin como um ativo de reserva permanente, financiada pelo bitcoin confiscado do Tesouro. As agências explorarão a transferência de seus bitcoins para essa reserva. Os EUA não venderão essas moedas e podem desenvolver estratégias neutras para os contribuintes de adquirir mais bitcoins.
- Um Estoque de Ativos Digitais dos EUA para ativos digitais não bitcoin confiscados para o Tesouro. Nenhum ativo adicional será adquirido além dos confiscos. O Tesouro pode determinar estratégias de administração, incluindo vendas potenciais.
- Uma exigência para que todas as agências prestem contas completas de seus ativos digitais ao Tesouro e ao Grupo de Trabalho do Presidente sobre Mercados de Ativos Digitais.

As agências federais devem contabilizar todos os ativos digitais e revisar a autoridade de transferência em 30 dias. Além disso, o Secretário do Tesouro deve avaliar os fatores legais e de investimento e propor legislação em 60 dias. 

## Reações

### Governos
Bielorrússia: o presidente da Bielorrússia, Alexander Lukashenko, anunciou que o país deveria desenvolver sua indústria de mineração de criptomoedas, argumentando que a reserva de bitcoins nos EUA é uma indicação da importância global das criptomoedas.
 União Europeia: o diretor-gerente do Mecanismo Europeu de Estabilidade criticou publicamente a mudança de política dos EUA em direção às criptomoedas, argumentando que isso poderia "afetar a soberania monetária e a estabilidade financeira da área do euro " devido aos riscos para o projeto do euro digital da UE , especialmente pela possibilidade de os gigantes da tecnologia americanos criarem suas próprias stablecoins . O presidente do Banco Central Europeu também criticou a ideia e afirmou que "o bitcoin não entrará nas reservas de nenhum dos bancos centrais da [UE]".
 Índia: o secretário de Assuntos Econômicos, Ajay Seth, anunciou que o governo indiano está revendo sua posição sobre criptomoedas, devido à recente atitude mais positiva em relação a elas em outros países.
 Coreia do Sul: em resposta oficial, o Banco da Coreia declarou que não está considerando incluir bitcoin nas reservas, citando alta volatilidade de preços e o não cumprimento dos critérios do FMI para reservas cambiais.
 Suíça : O Banco Nacional Suíço rejeitou uma proposta para criar uma reserva de bitcoin, citando a volatilidade do bitcoin, a capitalização de mercado relativamente pequena e o fato de o bitcoin ser um software.
 Estados Unidos: 16 estados dos EUA introduziram legislação de reserva de bitcoin, até 7 de março de 2025. Entre eles, Oklahoma , Utah , Arizona e Texas já aprovaram com sucesso seus projetos de lei de reserva de bitcoin fora do comitê.

### Jornalistas, especialistas, etc.
Em uma pesquisa de fevereiro de 2025 com economistas realizada pela Universidade de Chicago , nenhum economista concordou que tomar dinheiro emprestado para criar uma reserva estratégica de criptomoedas beneficiaria a economia dos EUA ou que manter ativos de criptomoedas reduziria o risco dos portfólios de reservas internacionais dos bancos centrais. Em ambos os casos, 13% se recusaram a responder, e 8% responderam como "incertos". 
De acordo com um representante da S&P Global Ratings , “O significado da ordem executiva [de Trump] é principalmente simbólico, pois marca a primeira vez que o Bitcoin é formalmente reconhecido como um ativo de reserva do governo dos Estados Unidos”. 
A Deutsche Welle, uma emissora estatal alemã, lista os seguintes prós e contras da proposta de reserva nacional de bitcoins dos EUA: 
- Aumenta a estabilidade financeira diversificando as reservas nacionais.
- Aumenta a legitimidade das criptomoedas entre instituições financeiras.
- Utiliza ativos apreendidos sem custo adicional para o contribuinte.
- Representa um investimento especulativo com benefícios estratégicos pouco claros, que podem desaparecer em caso de queda do mercado.
- Poderia permitir a manipulação governamental do mercado de criptomoedas, como é comum com ouro e moedas fiduciárias.
- Enfrenta desafios legais e políticos quanto à legitimidade, a menos que obtenha o apoio necessário do Congresso.

## Iniciativas semelhantes em outros países

### Em andamento
Em 2020, o Irã implementou regulamentações que exigem que os mineradores de bitcoin iranianos vendam bitcoin ao Banco Central do Irã, para que o banco central possa usá-lo para importações. Shaparak, uma subsidiária do Banco Central do Irã, mantém o controle sobre 42 bolsas de criptomoedas. 
Em 2024, o Butão, por meio do braço de investimento soberano do país , está executando uma operação de mineração de bitcoin em larga escala, utilizando os abundantes recursos hidrelétricos do país. Isso permitiu que o Butão acumulasse US$ 750 milhões em participações em bitcoin, representando 28% do PIB do pequeno país. 
Em março de 2025, El Salvador tinha mais de 6.102 BTC em suas reservas de bitcoin (no valor de US$ 550 milhões na época). 

### Proposto
Os parlamentos de vários países apresentaram projetos de lei para permitir que seus respectivos bancos centrais mantivessem uma reserva de bitcoin, incluindo Argentina, Brasil, Hong Kong, Japão. 
O Fundo de Investimento de Pensões do Governo do Japão anunciou planos para explorar a diversificação para Bitcoin. 
Em dezembro de 2024, a agência de notícias estatal russa RIA Novosti relatou uma proposta oficial para criar uma reserva estratégica russa de bitcoin, depois que Putin elogiou o bitcoin como uma alternativa às reservas de moeda estrangeira. 
Em Janeiro de 2025, o Banco Nacional Checo anunciou que consideraria manter até 5% das suas reservas de 140 mil milhões de euros (146 mil milhões de dólares) em bitcoin. 

### Países com grandes participações em bitcoin
Autoridades de vários países acumularam grandes participações em bitcoins. Em janeiro de 2025, os maiores detentores estatais conhecidos incluíam: 
- Estados Unidos (207.189 BTC)
- China (194.000 BTC)
- Reino Unido (61.000 BTC)
- Ucrânia (46.351 BTC)
- Butão (13.029 BTC)
- El Salvador (6.003 BTC)

Outros grandes detentores incluem a Coreia do Norte (13.500 BTC), Finlândia (890 BTC) e Índia (450 BTC). 